# Empuzjon
Empuzjon. Horror przyrodoleczniczy – powieść wydana przez Olgę Tokarczuk 1 czerwca 2022 roku nakładem Wydawnictwa Literackiego. Jest to jej pierwsza powieść wydana po otrzymaniu literackiej Nagrody Nobla.

## Treść powieści

### Fabuła
Książką opowiada historię lwowskiego studenta inżynierii wodno-kanalizacyjnej Mieczysława Wojnicza chorującego na gruźlicę. Przyjeżdża do Görbersdorfu do gmachu ośrodka leczniczego, położonego u podnóż gór, w nadziei, że powietrze i nowoczesne metody leczenia polepszą jego stan zdrowia. W pensjonacie poznaje on innych kuracjuszy z różnych zakątków świata, którzy prowadzą dyskusje. Już na początku jego pobytu samobójstwo popełnia żona gospodarza pensjonatu. Okazuje się, że nagłe zgony w okolicy są częste. Co roku we wsi zdarzają się tajemnicze wypadki, lecz nie sposób dojść, co jest prawdą, a co plotką i wytworem wyobraźni.
Przyroda jest równoprawnym z ludźmi bohaterem tej powieści, ale szczególnie ważną rolę odgrywają grzyby. Pewnego dnia kuracjusze wybierają się na spacer i trafiają na wielką obfitość rosnących na polanach kurek i prawdziwków wśród buków. Kuracjusze przejęli przepis na znakomitą nalewkę z grzybków. Popijają ją po troszeczku od rana do wieczora i bardzo trudno dojść, jak bardzo jej działanie wpływa na ich odbiór rzeczywistości. Grzyby te w pewnym momencie powieści objawiają się jako narrator. W pewnym sensie wpływają na zachowanie bohaterów powieści raczących się halucynogenną nalewką.
W utworze ważną rolę odgrywa feminizm. Choć kobiety wspominane są w dyskusjach, nie odgrywają one w utworze większej roli. Tematyka rozmów kuracjuszy, mimo dominacji mężczyzn, sprowadza się do tematu kobiet i tego, co jest „babskie”, czyli wszelkich przejawów słabości, czy podporządkowania. Kluczowym symbolem tego zjawiska są Tuntschi, twory stworzone z materii leśnej, które pełnią funkcję obiektów do zaspokajania potrzeb erotycznych pasterzy i węglarzy.
W książce zostały wykorzystane parafrazy mizoginistycznych wypowiedzi różnych osób, m.in.: Platona, Aureliusza Augustyna, Johna Miltona, Wiliama Szekspira, Friedricha Nietzschego czy Karola Darwina.
Empuzjon nawiązuje do „Czarodziejskiej góry” Tomasza Manna. Obie powieści rozgrywają się przed I wojną światową w górskich sanatoriach dla chorych na gruźlicę, a protagonistami są młodzi inżynierowie. W obu utworach pacjenci pensjonatów prowadzą polityczne debaty podczas narastającej w tle niemal niezauważalnej grozy.

### Czas i miejsce akcji

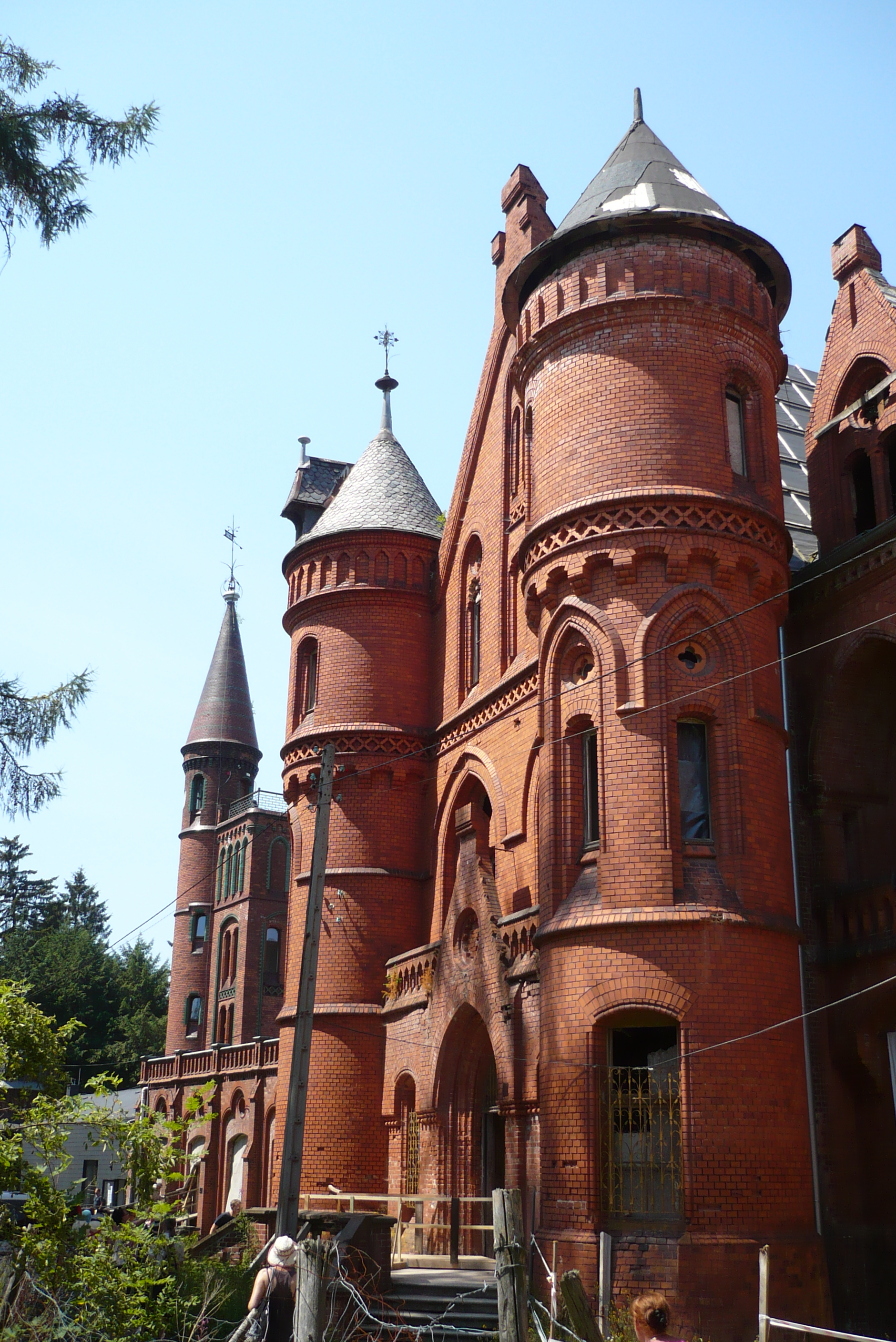
Sanatorium Grunwald w Sokołowsku

Akcja rozgrywa się we wrześniu 1913 roku w uzdrowisku (sanatorium leczącego „choroby płucne i gardlane”) w Görbersdorfie (obecnie Sokołowsko na Dolnym Śląsku), w pierwszym na świecie sanatorium leczącym gruźlicę.
Ważną rolę w utworze odgrywają dwa miejsca: pensjonat Opitza i otwarta przestrzeń Görbersdorfu. Zauważalny jest tu kontrast kultury miejscowości z otaczająca ją naturą Görbersdorfu. Miejsce to jest odizolowane od zewnętrznego świata. Znajduje się ono w dolinie otoczonej górami, porośniętej przez lasy. Według doktora Semperweißa chroni to wieś przed wiatrem, a obecność podziemnego jeziora powoduje, że w Görbersdorfie panuje wyższa temperatura niż w sąsiednich miejscowościach, co sprzyja zdrowiu mieszkańców i nadaje klimatowi właściwości lecznicze.

### Bohaterowie[8][1]
- Mieczysław Wojnicz – główny bohater, pochodzący ze Lwowa i chorujący na gruźlicę, a także doświadczający napadów paniki i zaburzeń lękowych. Od najmłodszych lat zmagał się już się z lękiem związanym z podejrzewaniem bycia pod stałą obserwacją. Zakrywa okna zasłonami oraz zakleja dziurki od klucza papierowymi kulami. Sprawdza także szczeliny w drzwiach, otwory w ścianie, a nawet miejsce pod obrazem. Jest on osobą nieśmiałą i wrażliwą. Unika kontaktu z innymi Polakami.
- Wilhelm Opitz – właściciel pensjonatu dla panów.
- Longin Lukas – katolik, tradycjonalista oraz nauczyciel gimnazjalny pochodzący z Królewca.
- August August – socjalista, filolog klasyczny oraz pisarz z Wiednia.
- Thilo von Hahn – student malarstwa pochodzący z Berlina.
- Walter Frommer – teozof pochodzący z Breslau (postać pojawia się także w innej powieści Olgi Tokarczuk E.E.).

### Narracja
Narracja w powieści występuje w dwóch formach: narracja trzecioosobowa, która cechuje się neutralnym tonem, a także wszechwiedząca narracja pierwszoosobowa, która używa formy „my” w rodzaju niemęskoosobowym.

### Znaczenie tytułu
Tytuł pochodzi od greckiej bogini strachu Empusy, która była również widmem w Hadesie. Empuzjon oznacza miejsce, w którym mieszkają czarownice – empuzy, tak jak nazywał je Arystofanes w Żabach. W powieści Olgi Tokarczuk tytułowy Empuzjon to lasy Görbersdorfu, gdzie miały uciekać oskarżone o czary kobiety.
Podtytuł książki horror przyrodoleczniczy powiązany jest z tytułem głównym, jako iż empuzy przypominają istoty z horroru. Akcja samej książki rozgrywa się natomiast w uzdrowisku Görbersdorfu, gdzie to przyroda odgrywała ważną rolę w leczeniu pacjentów.

### Rozdziały
- Rozdział 1 – Pensjonat dla Panów
- Rozdział 2 – Schwärmerei
- Rozdział 3 – Bażanci dystans
- Rozdział 4 – Choroby piersiowe i gardlane
- Rozdział 5 – Dziury w ziemi
- Rozdział 6 – Pacjenci
- Rozdział 7 – Biada mi, biada!
- Rozdział 8 – Symfonia kaszlu
- Rozdział 9 – Tuntschi
- Rozdział 10 – Kulminacja geometrii
- Rozdział 11 – Białe wstążki, ciemna noc
- Rozdział 12 – Pan Pląs
- Rozdział 13 – Duchy
- Rozdział 14 – Wykres temperatury
- Rozdział 15 – Najsłabsze miejsce w duszy
- Rozdział 16 – Osoba w jednym bucie
- Epilog
- Słowniczek nazw miejscowości
- Nota autorska

## Geneza
Utwór był pisany w czasie pandemii, a inspiracją autorki do napisania utworu było zrozumienie tego, jak bardzo teksty kultury przesiąknięte są mizoginią. Książka została zapowiedziana przez Olgę Tokarczuk w październiku 2019 roku po jej powrocie ze Sztokholmu, gdzie odbierała literacką Nagrodę Nobla.

## Nagrody i wyróżnienia
| Rok  | Nagroda                                                    |           |
| ---- | ---------------------------------------------------------- | --------- |
| 2022 | Bestseller Empiku w kategorii literatura piękna            | Wygrana   |
| 2022 | Książka roku lubimyczytać.pl w kategorii literatura piękna | Nominacja |
| 2023 | Nagroda im. Janusza A. Zajdla                              | Nominacja |
| 2023 | Nagroda Literacka im. Jerzego Żuławskiego                  | Wygrana   |
| 2024 | Europese Literatuurprijs                                   | Wygrana   |

## Sprzedaż
Do końca roku 2022 książka sprzedała się w 200 tys. egzemplarzy. W 2023 roku książka została przetłumaczona przez Petra Vidláka na język czeski. W 2023 roku książka została przetłumaczona przez Kruma Krumova na język bułgarski. W 2024 roku pojawiło się angielskie tłumaczenie książki Empusium, przygotowane przez Antonię Lloyd-Jones.

## Recepcja
12 maja 2023 w Teatrze Śląskim w Katowicach premierę miała sceniczna adaptacja powieści w reżyserii Roberta Talarczyka; stworzona została w koprodukcji z Teatrem Studio w Warszawie i Instytutem im. Jerzego Grotowskiego we Wrocławiu. Po warszawskiej premierze 19 maja 2023 przed wejściem do teatru zorganizowany został koncert Marii Peszek.